# Rödbent bärfis
Rödbent bärfis, också kallad rödbent stinkfly, (Pentatoma rufipes) är en art av bärfisar som finns bland annat i Sverige. Den lever av att suga i sig växtsafter eller småkryp genom sin sugsnabel. Spetsskinnbagge (Picomerus bidens) har liknande färger men en annan form på skölden.
Arten når en längd av 13 till 15 mm. Den är främst mörkgrå och extremiteterna har en orange färg. Hos larverna förekommer endast gråa färger.
Djurets imago syns mellan juni och oktober men den är vanligast under högsommaren. Larven är inte helt utvecklad före vintern och metamorfosen fortsätter under början av nästa år.
Rödbent bärfis hittas i nästan hela Europa med undantag av Island. För Irland och några områden på Balkan saknas bekräftelse.